# Andrias (Töpfer)
Andrias (altgriechisch Ἀνδρίας) war ein antiker griechischer Töpfer, der im 7. Jahrhundert v. Chr. wohl auf der Insel Thera tätig war.
Andrias ist inschriftlich durch eine Namenssignatur auf einem Tonmodell bekannt. Bei diesem Modell handelt es sich um ein Antenhaus, das in der Nekropole von Sellada gefunden wurde. Das Hausmodell wird ins dritte Viertel des 7. Jahrhunderts v. Chr. datiert.